# Kateretes pusillus
Kateretes pusillus är en skalbaggsart som först beskrevs av Carl Peter Thunberg 1794.  Kateretes pusillus ingår i släktet Kateretes, och familjen kullerglansbaggar. Arten är reproducerande i Sverige.